# قائمة المدن الصناعية
المنطقة الصناعية أو المساحة الصناعية تشير إلى منطقة بها نشاط صناعي كثيف للغاية. وغالبًا ما تكون مدنية بشكل مكثف.

## البرازيل (Brazil)
- منطقة ABCD، وتسمى أحيانًا ABC (ABC paulista أو Região do Grande ABC في البرتغال) هي منطقة صناعية تتكون من سبع بلديات وبها منطقة العاصمة الكبرى ساو باولو (São Paulo) في البرازيل.

## الهند
- ولاية واجلي (Wagle)، ثين
- نويدا (Noida)، منطقة العاصمة القومية
- سونيبات (Sonipat)، منطقة العاصمة القومية

## اليابان
- منطقة شوكيو (Chūkyō) الصناعية
- منطقة هانشين (Hanshin) الصناعية

## كوريا
- منطقة كايسونغ (Kaesŏng) الصناعية، كوريا الشمالية
- المنطقة الصناعية البحرية الجنوبية في الشمال الشرقي، كوريا الجنوبية

## بولندا
- منطقة بياليستوك (Białystok) الصناعية
- منطقة بييلسكو (Bielsko) الصناعية
- منطقة بيدغوشتش-تورون (Bydgoszcz-Toruń) الصناعية
- منطقة كارباثيان (Carpathian) الصناعية
- المنطقة الصناعية المركزية
- منطقة تشيستوكوا (Częstochowa) الصناعية
- منطقة غدانسك (Gdańsk) الصناعية
- منطقة سيليسيان العليا (Upper Silesian) الصناعية
- منطقة يافورزنو-كرزانو (Jaworzno-Chrzanów) الصناعية
- منطقة كاليش - أوسترو (Kalisz-Ostrów) الصناعية
- منطقة كراكوف (Kraków) الصناعية
- منطقة ليجنيكا-جلوجوف (Legnica-Głogów) للنحاس
- منطقة لوبلين (Lublin) الصناعية
- منطقة لودز (Łódź) الصناعية
- منطقة أولشتين (Olsztyn) الصناعية
- منطقة أوبول (Opole) الصناعية
- منطقة بيوتركوف - بيلشاتوف (Piotrków-Bełchatów) الصناعية
- منطقة بوزنان (Poznań) الصناعية
- منطقة ريبنيك (Rybnik) للفحم
- منطقة بولندا القديمة (Old-Polish) الصناعية
- منطقة سوديتين (Sudeten) الصناعية
- منطقة ششيتسين (Szczecin) الصناعية
- منطقة تارنوبرزج (Tarnobrzeg) الصناعية
- منطقة تارنوف-ريشوف (Tarnów-Rzeszów) الصناعية
- منطقة وارسو (Warsaw) الصناعية
- منطقة فروتسلاف (Wrocław) الصناعية
- منطقة زيلونا غورا-زاري (Zielona Góra-Żary) الصناعية